# Kroepskoj
Kroepskoj (Russisch: Остров Крупской) is een eiland in het noordwestelijke deel van de Noordland-archipel (Severnaja Zemlja) in het Russische deel van Noordelijke IJszee, aan de rand van de Karazee.
Aan oostzijde wordt het door de Straat Lodotsjny gescheiden van het veel grotere eiland Pionier, waarvan het in feite een verlenging vormt. Aan zuidzijde scheidt de Rode Legerstraat het eiland van de Sedov-archipel.
Nabij de zuidwestelijke kust bevinden zich een aantal kleine meertjes en aan westzijde een iets groter meer. Het eiland wordt verder doorsneden door vele riviertjes. Het eiland loopt op tot 49 meter in het noordwesten. Aan zuidzijde van het eiland ligt Kaap Korennoj, waarvanaf zich een kleine smalle landtong uitstrekt naar eerst het zuiden en vervolgens het noordoosten.
Bolsjevik · Klein-Tajmyr · Komsomolets · Kroepskoj · Oktoberrevolutie · Pionier · Schmidt · Sedov-archipel · Starokadomski